# Błąd logiczny
Błąd logiczny – w logice niewłaściwa metoda rozumowania.
Błędy można podzielić na paralogizmy (nieświadome błędy logiczne) oraz sofizmaty (świadome błędy wprowadzane w celu wywarcia pozaracjonalnego wpływu na słuchacza).
Do błędów logicznych można zaliczyć m.in.:
- Błędne koło – stosowanie tezy jako przesłanki dowodu np. „Islandia nie może istnieć, ponieważ widzieli ją tylko głupi marynarze. Marynarze zaś są głupi tylko dlatego, że twierdzą, iż widzieli Islandię”
- Argumentum ad ignorantiam – próba obalenia tezy na podstawie braku dowodów np. „Nie ma dowodów na istnienie Absolutu. A więc Absolut nie istnieje”. Takie twierdzenie jest nielogiczne, gdyż bez dowodów obalających można co najwyżej zawiesić sąd.
- Ignoratio elenchi – łac. nieznajomość tezy dowodzonej, czyli udowadnianie czegoś innego niż się miało dowodzić, albo zbić.
- Projekcje własnych poglądów na innych ludzi.
- Błąd atrybucji – nieuzasadnione przyjmowanie, że przyczyną działań innych ludzi jest raczej ich osobowość niż czynniki zewnętrzne.
- Nadmierne uogólnianie, np. „Nigdy już nie będę szczęśliwy.”
- Argumenty odwołujące się do emocji. Np. podawanie jednostkowego przypadku matki płaczącej po zamordowanym synu jako argumentu na rzecz powstrzymania wojny albo jej eskalacji.
- Presupozycje, czyli przemycanie ukrytych treści w założeniach. Np. „Wolisz to zrobić dziś czy jutro?” (ukryte założenie: zrobisz to dziś lub jutro). Paradoksy Zenona z Elei opierały się na ukrytej (nieprawdziwej) presupozycji, że suma nieskończonego szeregu liczbowego nie może być skończona.
- Dowód społeczny lub inny dowód uznający dużą liczbę przypadków jako pewną przesłankę dowodzenia. Przykład: „Dowód, że każda krowa jest fioletowa: Jeśli nie byłaby to prawda, to musiałaby istnieć rzecz, która nie jest fioletowa, ale jest krową. Rozejrzyjmy się dokoła – w moim mieście są miliony rzeczy, które nie są fioletowe, a żadna z nich nie jest krową!”
- Ignorowanie konsekwencji własnego dowodu.
- Przyjmowanie że maksimum w dużym zbiorze jest zawsze nieskończone. Przykład: Dowód istnienia Boga 'ze stopni doskonałości' (łac. ex gradibus perfectionis), w którym analiza coraz doskonalszych bytów prowadzi do wniosku, że musi istnieć byt nieskończenie doskonały, czyli Bóg.
- Utożsamianie idei (memów) z bytami. Przykład: „Jeśli twierdzenie Pitagorasa jest prawdą, to w którym miejscu się ono znajduje?”
- Odwracanie implikacji. Przykład: „Mężczyźni to ludzie, więc ludzie to mężczyźni.”
- Ekwiwokacja, czyli stosowanie różnych definicji tego samego pojęcia na różnych etapach rozumowania. Polega na ignorowaniu wieloznaczności użytego pojęcia. Przykład: „Wierzysz, że bliska osoba Cię nie oszuka? Więc jesteś osobą wierzącą (religijną).” „Skoro rak jest chorobą, a rak żyje w wodzie, to choroby mogą żyć w wodzie”.
- Przywoływanie skrajności. Przykład: Wychodząc na ulicę możesz zostać przejechany przez samochód. Lepiej zostań w domu.
- Stosowanie nieścisłych (rozmytych) pojęć, takich jak „ciekawy” jako ścisłych. Przykład: paradoks nieciekawej liczby.
- Stosowanie sprzecznych wewnętrznie pojęć np. „niezamężna żona”. Niektórzy na podstawie tzw. paradoksu omnipotencji do takich pojęć zaliczają także „wszechmoc”.
- Błędne stosowanie indukcji matematycznej. Przykład: paradoks koni.
- Amfibolia
- Błąd formalny
- Błąd akcydentalizacji, A dicto simplicter ad dictum secundum quid
- Błąd odwróconej akcydentalizacji, A dicto secundum quid ad dictum simplicter
- Paradoks hazardzisty oraz odwrotny paradoks hazardzisty.